# ملعب أمين عبد النور
ملعب أمين عبد النور (بالإنجليزية:Amine AbdelNour Stadium)، المعروف أيضًا باسم ملعب بحمدون البلدي، هو ملعب كرة قدم، يوجد في بلدة بحمدون، لبنان، بسعة إجمالية قدرها 3500 كرسي، ويعتبر أيضا ملعب كرة القدم الرسمي لفريق أخا الأهلي اللبناني.
يعتبر ملعب أمين عبد النور أو ملعب بحمدون ملعب الاستقبال لفريق أخا الأهلي اللبناني ممثل بلدة بحمدون، وهي بلدة ءات أجواء صحية تساعد على ممارسة الرياضة، تقع في منطقة عاليه في لبنان، ضمن محافظة جبل لبنان. وتبعد عن بيروت العاصمة مسافة 35 كم، وترتفع عن سطح البحر 1000 متر تقريبا. تضم بحمدون الكبرى 9000 وحدة سكنية، بما فيها 800 تقع في بحمدون المحطة، وهي بذلك تجمع 10 إلى 12 قرية وتتوفر على ملعب بحمدون كملعب رئيسي للمدينة في المباريات الوطنية.

## الصيانة والتجديد
تعاني كرة القدم اللبنانية إلى حدود معطيات سنة 2019، من أزمة حادة على صعيد البنية التحتية الرياضية خاصة ملاعب كرة القدم التي لاتغطي الحاجيات الرياضية من البنية التحتية وفق المقاييس العالمية من أجل رياضة متطورة، مما يضع الاتحاد اللبناني في أزمة خصوصا عند برمجة مباريات البطولة الوطنية أو الترشح لتنظيم بطولات قارية وظولية. فرغم امتلاك العديد من الأندية في الدرجة الأولى ملاعب خاصة بها، إلا أن قسم منها غير مؤهل لاستضافة مباريات كرة متطورة في المقاييس العالمية. مما جعل الدولة اللبنانية تقوم في السنوات الأخيرة من العشرية الثانية للقرن 21 بعدة اصلاحات في البنية التحتية الرياضية وملاعب كرة قدم، منها أعمال صيانة وتعشيب وترقية مرافق الملاعب والمدرجات وإصلاح أرضية الملعب وتأهيلها، وتصنف ملاعب كرة القدم في لبنان إلى قسمين:
- قسم ذو أرضية طبيعية

- قسم آخر مفروش بالعشب الصناعي.

وفي هذا الإطار تم تطوير وتأهيل ملعب أمين عبد النور سنة 2018. ليكون في الموعد بقدرة استعابية وتقنية قادرة على استقبال عدد كبير من مباريات البطولات المحلية في جميع الدرجات والفئات العمرية وللجنسين، تساعده على ذلك ارضية الملعب الاصطناعية.
حيث عملت وزارة الشباب والرياضة بتخصيص مبلغ 3 مليارات ليرة لبنانية من أجل تطوير امكانيات الملعب وتهيئته، كملعب بلدي لبحمدون وللفرق المحلية للبلدة اللبنانية.